# Arrecife Barque Canada
El arrecife Barque Canada o Arrecife Mascarado (en inglés: Barque Canada Reef, filipino: Bahura ng Mascarado/Magsaysay, malayo: Terumbu Perahu, vietnamita: Bãi Thuyền Chài, en chino: Bǎi jiāo; 柏礁)), es un arrecife de las islas Spratly, en el mar de China Meridional. El arrecife está ocupado por Vietnam desde 1987. También es reclamado por la República Popular China, Malasia, Filipinas, Vietnam y Taiwán.

## Historia
El nombre marítimo internacional  es Barque Canada Reef, que lleva el nombre del velero británico Canada, que se hundió el 24 de diciembre de 1864 cerca del arrecife Ha Tan.
En abril de 1978, el barco HQ-501 de la Armada vietnamita tomó un destacamento del Regimiento 146 para según afirmó después, proteger la playa de Thuyen Chai. Debido a las malas condiciones materiales, en mayo de 1978 este destacamento se retiró al continente.
En el contexto de algunos países que intentaban controlar el arrecife, en la mañana del 5 de marzo de 1987, Vietnam envió en secreto una fuerza de la 146 Brigada Naval para ocuparlo; El arrecife Thuyen Chai se convirtió en el primero en el que Vietnam colocó tropas en el archipiélago.
En el segundo trimestre de 1987, el 83.º Regimiento de Ingenieros Navales completó la construcción de varias estructuras sobre roca; Durante este tiempo, Malasia envió continuamente aviones de reconocimiento a las actividades de Vietnam.
En 2022, el gobierno de Vietnam en el marco de su disputa con otros países por el área inició un gran proyecto para desarrollar el arrecife Barque Canada. Esta actividad supuso el dragado y la recuperación de terrenos o tierras ganadas al mar, así como la construcción de nuevas estructuras, como puertos y diques. Sólo en 2024, su territorio aumentó artificialmente de 238 acres (96,31 hectáreas) a 412 acres (166,73 hectáreas), una superficie equivalente al 75% de Mónaco.

## Geografía
El arrecife Barque Canada es un atolón coralino poco profundo, largo (casi 30 km) y estrecho (menos de 4 km en su punto más ancho) situado en la zona de Dangerous Ground. La isla más cercana es Cayo Amboyna, a poco más de 20 millas náuticas al suroeste.
Esta entidad se ubica a lo largo del eje noreste-suroeste, con una longitud de aproximadamente 15,8 millas náuticas (29,3 km) y una anchura máxima de 1,9 millas náuticas (3,5 km). En la esquina suroeste de la roca hay una roca flotando muy por encima de la superficie del mar llamada roca Ha Tan (Arrecife Lizzie Webber). A lo largo de un tercio de la longitud del arrecife, de noreste a suroeste, hay muchas rocas individuales que sobresalen del agua. 
El mar dentro del arrecife de coral tiene unos 13 km de largo y una media de 2 km de ancho. Hay tres pequeñas playas de arena que, durante la marea baja, son aproximadamente 0,5 m más altas que la superficie del agua, estas playas de arena son todas iguales.. inundado a 1 metro de profundidad. El área de la base coralina de esta playa es de unos 49,5 kilómetros cuadrados y la de la laguna es de 16,9 kilómetros cuadrados.